# Viola (Kansas)
Viola – miasto w Stanach Zjednoczonych, w stanie Kansas, w hrabstwie Sedgwick.